# 파일 비교

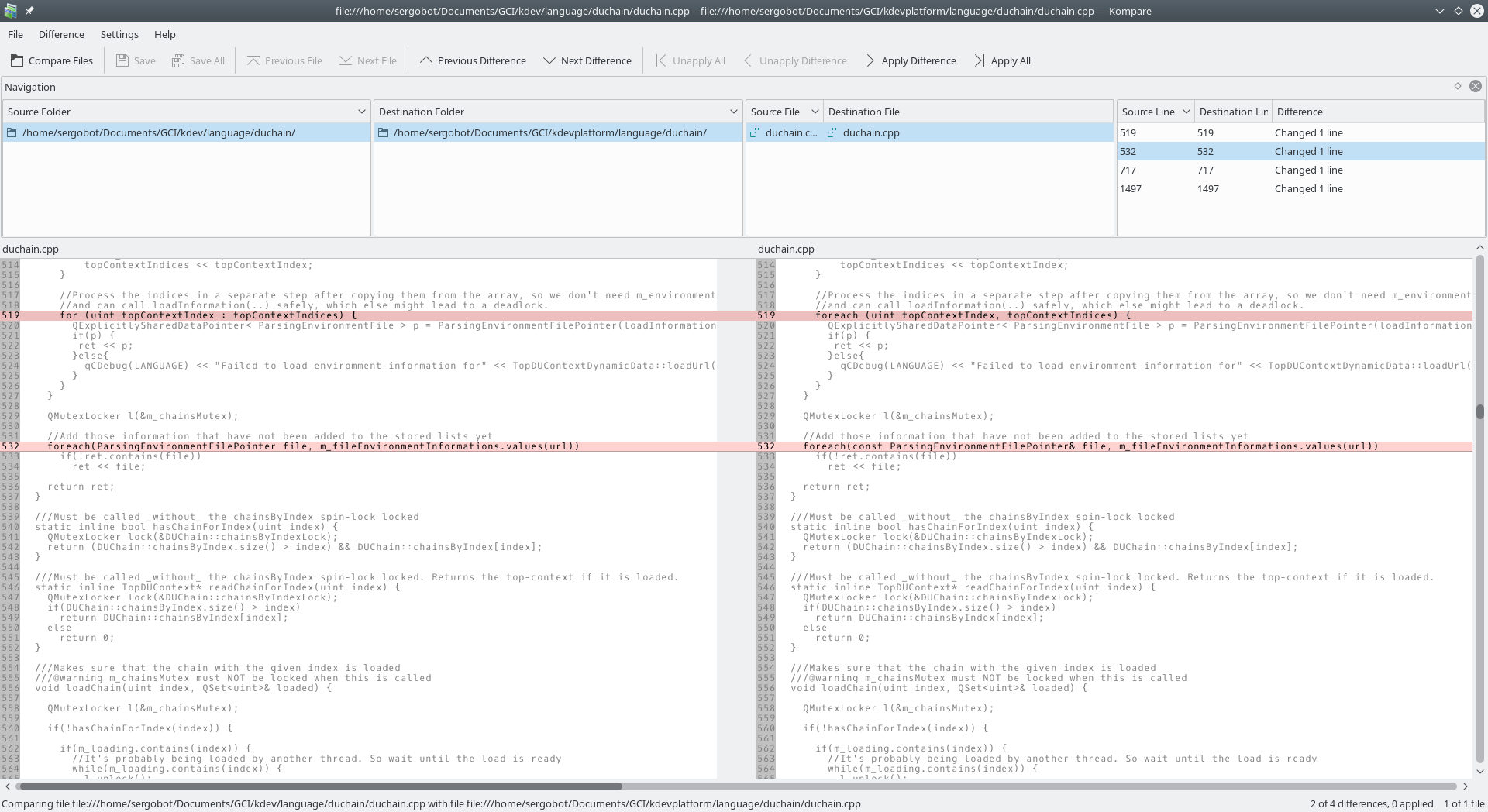
Kompare라는 KDE diff 도구

파일 비교(file comparison)는 컴퓨팅에서 데이터 오브젝트, 보통 소스 코드와 같은 텍스트 파일들 간의 차이점과 유사성을 계산하고 보여주는 것이다.
방식, 구현체, 결과물은 보통 diff(디프)로 부르는데 이는 유닉스의 diff 유틸리티에서 기원한다. 출력은 그래픽 사용자 인터페이스을 통해서 보거나 네트워크, 파일 시스템, 버전 관리의 더 큰 작업의 일부로서 사용이 가능하다.
널리 사용되는 파일 비교 프로그램들로는 diff, cmp, 파일머지, 윈머지, 비욘드 컴페어, 파일 컴페어가 있다.
수많은 문서 편집기와 워드 프로세서는 파일이나 문서의 변경분을 강조하기 위해 파일 비교를 수행한다.